# شهرستان زاموشتش
شهرستان زاموشتش (به لهستانی: Powiat Zamość) یک شهرستان در لهستان است که در استان لوبلین واقع شده‌است. شهرستان زاموشتش ۱٬۸۷۲٫۲۷ کیلومتر مربع مساحت و ۱۱۰٬۲۲۵ نفر جمعیت دارد.